# Country-Musik vor 1923
Die Liste bietet eine Übersicht über Ereignisse, Top-Hits und Geburten vor dem Jahr 1923 im Genre Country-Musik.

## Ereignisse
- 1913: In Atlanta, Georgia werden erstmals die Atlanta Fiddler’s Conventions veranstaltet
- 1922: Der Radiosender WSB geht erstmals in Atlanta auf Sendung
- 1922: Die Old-Time-Musiker Eck Robertson und Henry Gilliland spielen bei RCA Victor in New York City die ersten Hillbilly-Titel ein; damit beginnt die kommerzielle Ära der Country-Musik

## Top-Hits vor 1923
- 1922 – Sally Gooden – Eck Robertson
- 1922 – Dear Old Southland – Vernon Dalhart
- 1922 – I Want My Mammi – Vernon Dalhart
- 1922 – Tuck Me To Sleep – Vernon Dalhart

## Geboren
- 11. März 1845 – Henry Gilliland
- 1. Januar 1848 – Uncle Jimmy Thompson
- 23. März 1868 – Fiddlin’ John Carson
- 7. Oktober 1870 – Uncle Dave Macon
- 15. Juli 1880 – Blind Alfred Reed
- 6. April 1883 – Vernon Dalhart
- 6. Juni 1885 – Gid Tanner
- 23. August 1886 – Wendell Hall
- 20. November 1888 – Eck Robertson
- 4. August 1890 – Carson Robison
- 15. Dezember 1891 – A.P. Carter
- 22. März 1892 – Charlie Poole
- 22. September 1892 – Posey Rorer
- 7. Mai 1894 – Riley Puckett
- 19. September 1895 (?) – Clarence Ashley
- 8. September 1897 – Jimmie Rodgers
- 7. Februar 1898 – Dock Boggs
- 24. August 1898 – Fred Rose
- 14. Dezember 1899 – DeFord Bailey
- 16. Januar 1900 – Clayton McMichen
- 5. August 1900 – Frank Luther
- 29. August 1900 – Buell Kazee
- 24. Februar 1902 – Don Law
- 4. Juni 1903 – Charlie Monroe
- 15. September 1903 – Roy Acuff
- 6. Mai 1904 – Cliff Carlisle
- 18. Dezember 1904 – Wilf Carter (alias Montana Slim)
- 29. September 1907 – Gene Autry
- 4. Juni 1908 – Texas Ruby
- 27. Oktober 1908 – Snuffy Jenkins
- 19. Dezember 1908 – Bill Carlisle
- 29. März 1909 – Moon Mullican
- 17. April 1909 – Tex Fletcher
- 10. Oktober 1909 – Moonshine Kate
- 17. Juni 1910 – Red Foley
- 4. April 1910 – Tex Fletcher
- 19. Januar 1911 – Ken Nelson
- 9. September 1911 – Bill Monroe
- 5. November 1911 – Roy Rogers
- 18. November 1912 – Jimmy Swan
- 27. Juni 1913 – Elton Britt
- 9. Februar 1914 – Ernest Tubb
- 19. Juni 1914 – Lester Flatt
- 20. Juni 1916 – T. Texas Tyler
- 1. März 1917 – Cliffie Stone
- 26. März 1917 – Billy Wallace
- 15. Juni 1917 – Leon Payne
- 15. Mai 1918 – Eddy Arnold
- 14. September 1918 – Malcolm Yelvington
- 9. März 1920 – Jerry Byrd
- 30. August 1919 – Kitty Wells
- 27. September 1920 – Hal Harris
- 19. April 1921 – Reece Shipley
- 8. März 1922 – Chuck Murphy